# 瑞金革命遗址
25°55′N 116°04′E / 25.917°N 116.067°E
瑞金革命遗址位于中国江西省瑞金市，是叶坪革命旧址群、沙洲坝革命旧址等革命遗迹中的部分建筑。1961年，共有15处旧址和纪念建筑物被列入第一批全国重点文物保护单位的瑞金革命遗址中。2006年，中华苏维埃共和国粮食人民委员部旧址等18处旧址增补并入瑞金革命遗址。
瑞金是第一次国共内战期间中华苏维埃共和国临时中央政府所在地，又称瑞京。从1931年11月开创中央革命根据地到1934年7月红军长征，一直以瑞金为中心。在叶坪、沙洲坝、下肖、乌石砻等地，留下了中央工农民主政府旧址、中共中央政治局、中共中央军委旧址等大量遗迹。红军长征后这些建筑大部分被拆毁，仅存遗址。中华人民共和国成立后，这些建筑先后按原貌进行了复建和修复。

## 列表
瑞金革命遗址包括33处文物点：
| 名称                                                             | 地址                         | 坐标                                            | 图片 | 备注               |
| ---------------------------------------------------------------- | ---------------------------- | ----------------------------------------------- | ---- | ------------------ |
| 中华苏维埃共和国临时中央政府旧址（第一次全国苏维埃代表大会会址） | 叶坪镇叶坪村老村             |                                                 |      |                    |
| 中华苏维埃共和国中央执行委员会旧址                               | 沙洲坝镇沙洲坝村             | 26°53′02″N 116°00′09″E / 26.88389°N 116.00250°E |      | 毛泽东、徐特立旧居 |
| 中华苏维埃共和国中央人民委员会旧址                               | 沙洲坝镇沙洲坝村元太屋       | 26°53′02″N 116°00′08″E / 26.88389°N 116.00222°E |      | 贺子珍旧居         |
| 中华苏维埃共和国临时中央政府大礼堂                               | 沙洲坝镇老茶亭               | 26°53′11″N 115°59′37″E / 26.88639°N 115.99361°E |      |                    |
| 乌石垅中华苏维埃共和国中央革命军事委员会旧址                     | 沙洲坝镇金星村乌石垅村民小组 |                                                 |      |                    |
| 下肖中共中央政治局（含中共苏区中央局）                           | 沙洲坝镇沙洲坝村下下肖       |                                                 |      |                    |
| 枣子排中华全国总工会苏区中央执行局（含全总苏区执行局）旧址       | 沙洲坝镇金龙村枣子排村民小组 |                                                 |      |                    |
| 中共苏区中央局（含毛泽东同志旧居）旧址                           | 叶坪镇叶坪村老村             |                                                 |      |                    |
| 下肖少共中央局（含少共苏区中央局）旧址                           | 沙洲坝镇沙洲坝村上下肖       |                                                 |      |                    |
| 红军检阅台                                                       | 叶坪镇叶坪村老村             |                                                 |      |                    |
| 红军烈士纪念亭                                                   | 叶坪镇叶坪村老村             |                                                 |      |                    |
| 红军烈士纪念塔                                                   | 叶坪镇叶坪村老村             |                                                 |      |                    |
| 博生堡                                                           | 叶坪镇叶坪村老村             |                                                 |      |                    |
| 公略亭                                                           | 叶坪镇叶坪村老村             |                                                 |      |                    |
| 红井                                                             | 沙洲坝镇沙洲坝村元太屋       | 26°53′59″N 116°00′11″E / 26.89972°N 116.00306°E |      |                    |
| 中华苏维埃共和国粮食人民委员部旧址                               | 沙洲坝镇沙洲坝村             | 26°53′01″N 116°00′12″E / 26.88361°N 116.00333°E |      | 第六批增补         |
| 中华苏维埃共和国邮政局旧址                                       | 叶坪镇叶坪村老村             |                                                 |      | 第六批增补         |
| 中国工农红军总政治部旧址                                         | 沙洲坝镇沙洲坝村白屋子       |                                                 |      | 第六批增补         |
| 中华苏维埃共和国财政人民委员部旧址                               | 沙洲坝镇沙洲坝村新屋家       | 26°53′09″N 116°00′12″E / 26.88583°N 116.00333°E |      | 第六批增补         |
| 中华苏维埃共和国审计人民委员会旧址                               | 沙洲坝镇沙洲坝村             | 26°53′01″N 116°00′10″E / 26.88361°N 116.00278°E |      | 第六批增补         |
| 中华苏维埃共和国土地人民委员部旧址                               | 沙洲坝镇沙洲坝村新屋家       | 26°53′01″N 116°00′14″E / 26.88361°N 116.00389°E |      | 第六批增补         |
| 中华苏维埃共和国临时中央政府警卫营旧址                           | 叶坪镇叶坪村老村             |                                                 |      | 第六批增补         |
| 中华苏维埃共和国国民经济人民委员部旧址                           | 沙洲坝镇沙洲坝村茅屋家       | 26°53′11″N 116°00′18″E / 26.88639°N 116.00500°E |      | 第六批增补         |
| 中华苏维埃共和国总金库旧址                                       | 叶坪镇叶坪村老村             |                                                 |      | 第六批增补         |
| 中华苏维埃共和国国家银行旧址                                     | 叶坪镇叶坪村老村             | 26°53′02″N 116°00′16″E / 26.88389°N 116.00444°E |      | 第六批增补         |
| 中央革命博物馆旧址                                               | 沙洲坝镇沙洲坝村老茶亭       |                                                 |      | 第六批增补         |
| 中华苏维埃共和国中央出版局旧址                                   | 叶坪镇叶坪村老村             |                                                 |      | 第六批增补         |
| 红色中华通讯社旧址                                               | 叶坪镇叶坪村老村             | 26°53′06″N 116°00′17″E / 26.88500°N 116.00472°E |      | 第六批增补         |
| 中华苏维埃共和国临时中央政府电话传令排旧址                       | 叶坪镇叶坪村老村             |                                                 |      | 第六批增补         |
| 红军无线电总队旧址                                               | 叶坪镇叶坪村老村             |                                                 |      | 第六批增补         |
| 中华苏维埃共和国临时中央政府电话总机室旧址                       | 叶坪镇叶坪村老村             |                                                 |      | 第六批增补         |
| 云石山中华苏维埃共和国中央政府旧址                               | 云石山乡云石山村             |                                                 |      | 第六批增补         |
| 红四军大柏地战斗旧址                                             | 大柏地乡大柏地村             |                                                 |      | 第六批增补         |